# Falcons del Riberal

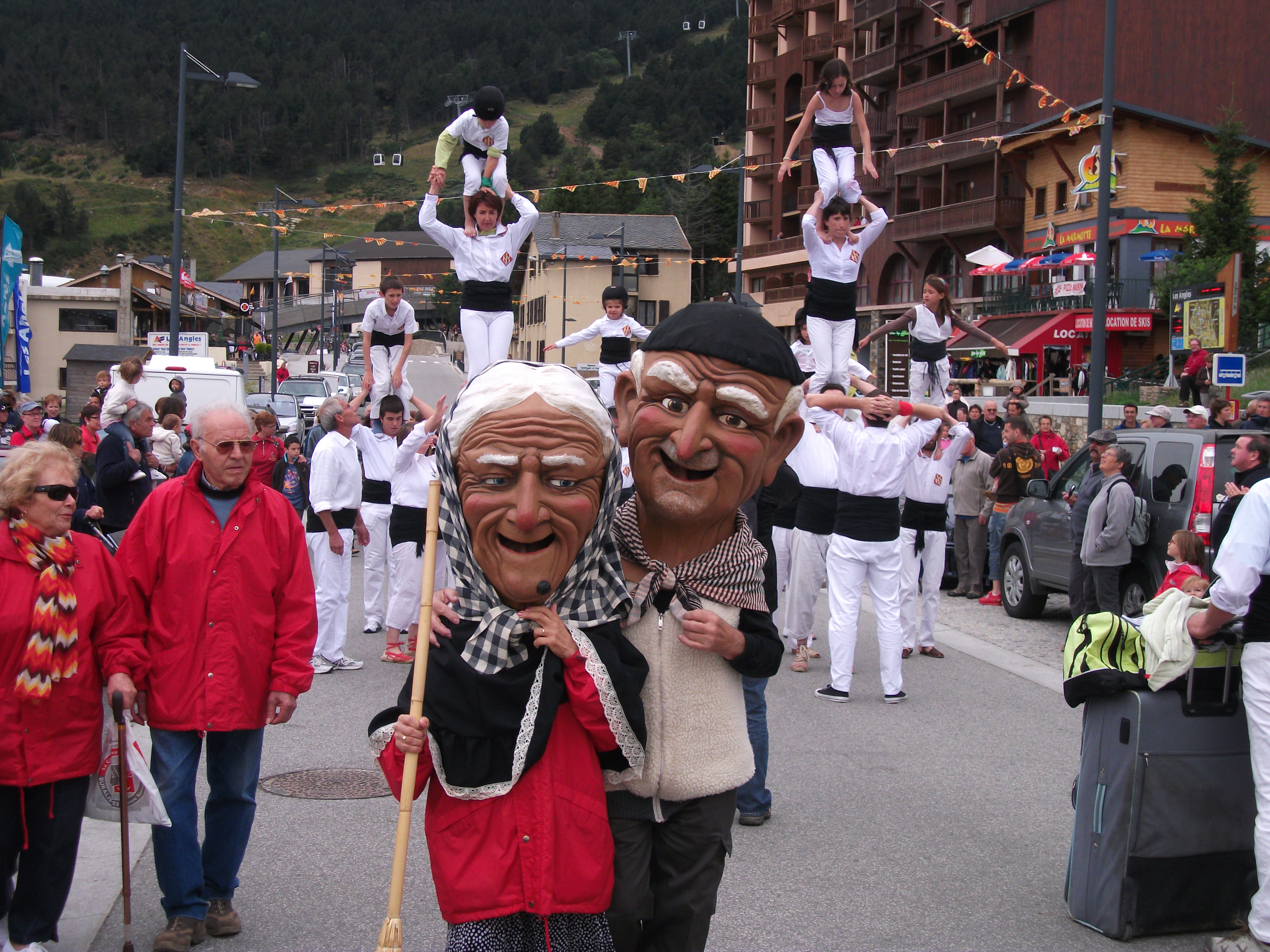
Cercavila amb nans i els Falcons del Riberal.

Els Falcons del Riberal són una colla de falcons de Bao, al Rosselló, fundada l'any 2009, sota l'impuls de l'associació Aire Nou. És la primera colla de falcons de la Catalunya del Nord.
Es van presentar per primer cop a Bao amb motiu de les festes de la Diada, apadrinats pels Falcons de Vilanova i la Geltrú. Són una emanació dels Castellers del Riberal i formen part de la Federació de Colles de Falcons de Catalunya. Ja el primer any de la seva existència, van realitzar una representació destadaca a la festa del Mercè a Barcelona del 2009. Van organitzar a Perpinyà, amb motiu de la seva festa major, la Trobada de Colles de Falcons de Catalunya de 2010 i van participar en la festa de l'Identicat del 2011 a Bao.